# Ярно Сааринен
Ярно Карл Кеймо Сааринен (на фински: Jarno Karl Keimo Saarinen) е бивш финландски мотоциклетен състезател и първият финландец, спечелил състезанието „Гран При по мотоциклетизъм“.

## Ранни години
Сааринен е роден в Турку, Югозападна Финландия. През 1965 г., в ранните години на своята кариера, той печели мотошампионата на лед на Финландия. По-късно печели и шампионата по мотоциклетизъм на писта на страната си. Тъй като е професионален механик, успява да настройва отлично машината си и да се представя с голям успех. Това му качество дори помага да изгради свой собствен състезателен стил, който години след него ще е основен за всички пистови пилоти, независимо в какъв пистов клас се състезават.
Сааринен за първи път прилага метода на взимане на завоите със силно накланяне на мотоциклета, получавайки остър ъгъл между машината и пистата и получавайки опора с коляното си, облечено в специален предпазител. Световният шампион по мотоциклетизъм, Кени Робертс отлично доработва тази техника, гледайки как се състезава Сааринен.

## Кариера
Участва за първи път в състезание за Голяма награда по мотоциклетизъм (Мото Джи Пи „Moto GP“) в Иматра, Финландия, през 1968 година, завършвайки 9-и в клас „125cc“. През сезон 1970, 25-годишният финландец участва в клас „250cc“ (днешният GP2), завършвайки на престижното 4-то място в крайното класиране.
През 1971 година печели първата си победа и преминава в по-високия клас – „350cc“ в състезанието за Голямата награда на Чехословакия. Завършва трети в клас „250cc“ и втори в клас „350cc“. Това му представяне води до договор с Ямаха, подписвайки договор да бъде пилот в „250“ и „350“ кубиковите класове. Сааринен се представя прекрасно и става Световен шампион по мотоциклетизъм - клас 250сс и остава втори в клас Световният шампионат по мотоциклетизъм – клас 350cc, зад шампиона Джакомо Агостини.
Ямаха конструира през 1973 година нов четиритактов, четирицилиндров двигател с обем „500cc“ за своя състезателен мотоциклет. Компанията потвърждава Сааринен за свой пилот в клас „500cc“ и му дава възможност да се бори с лидерите Фил Рийд и Джакомо Агостини. Сааринен стартира отлично сезона, печелейки първите три състезания в клас 250сс и две от първите три в клас 500сс. Той става и първият европеец, спечелил престижното за времето си състезание „Дейтона 200“ в САЩ.

## Смърт
След като пропуска състезанието остров Ман през 1973 г., което повечето от най-добрите състезатели бойкотират поради опасения за безопасността на трасето, Сааринен пристигна на Гран При като лидер в шампионата и на 250cc, и на 500cc. Пистата Монца край Милано, Италия., открита за първи път през 1922 г., e високоскоростна и оградена със стоманени бариери, които не оставят на състезателите място за грешки. Стоманените мантинели, опасващи пистата, са монтирани в резултат на искания на автомобилни състезатели след инцидент, случил се по време на Голямата награда на Италия през 1961 г., когато загиват състезателният пилот Волфганг фон Трипс и 15 зрители. Повечето автомобилни състезатели вярват, че стоманените бариери ще подобрят безопасността за автомобилните състезатели и зрителите, но за мотоциклетистите те имат обратния ефект. Когато пристига в Монца, Сааринен се оплаква от мантинелите, но не са взети мерки във връзка с оплакването му. Въпреки инсталирането на два нови шикана за автомобили през предходния сезон на Формула 1 (поставени преди Curva Grande и на Vialone), те не са използвани за мотоциклетни състезания в Монца.
За жалост на 20 май 1973 годинасе случва непоправимото. В първата обиколка на състезанието за 250сс мотоциклетът на втория състезател, Ренцо Пазолини, залита настрани и се блъска в парапета. Пазолини загива на място, а мотоциклетът му отскача обратно на пистата и удря Сааринен по главата. От удара каската му изхвърча и той получава фатални наранявания на главата. Сблъсъкът предизвика инцидент с верижна реакция, в който участват повече от 14 състезатели, включително Хидео Каная, Валтер Вила, Виктор Паломо, Фоско Джиансанти, Бьоре Янсон и Час Мортимър, някои от тях са със сериозни наранявания. Състезанието е спряно и следващият тур за 500сс е отменен след инцидента.
През годините причината за инцидента е обект на сериозни спорове. Първоначалната версия приписва причините за катастрофата на разлив, оставен на пистата по време на състезанието с 350 кубика, когато мотоциклета „Бенели“ на Валтер Вила започва да пуши и да изпуска масло в предпоследната обиколка. Обслужващите пистата лица не успяват да отстранят разлива преди състезанието с 250 кубика. Един състезател, Джон Додс, съобщава за притесненията си на властите, но се сблъсква със заплахи за изгонване от пистата от полицията. Появяват се обаче и статии, показващи снимки на мотора на Пазолини, изображението в които съответства на блокиране на двигателя и на задното колело, в резултат на което се случва катастрофата. Впоследствие официалното разследване на инцидента, по което е издадено заключение през септември 1973 г., установява, че причината за инцидента е блокирането на двигателя в мотоциклета на Ренцо Пазолини.
„Ямаха“ напуска състезанията до края на годината в чест на Ярно Сааринен.

## Наследството
Трагедията в Монца и загубата на двама от най-добрите състезатели шокират общността на мотоциклетните състезания. Състезателните екипи на „Сузуки“, „МВ Агуста“, „Харли-Дейвидсън“ и „Ямаха“ се обединяват, за да поискат по-безопасни условия на състезателните писти. Само четиридесет дни по-късно трима състезатели в италианско състезание за юноши загиват в същия завой. Един месец след Голямата награда на нациите, състезателните отбори заемат позиция и бойкотират поради опасни условия на пистата Голямата награда на Югославия, която трябва да се проведе на коварната писта Опатия.
Смъртта на Джилберто Парлоти на о. Ман през 1972 г. и смъртта на Сааринен и Пазолини в Италия през 1973 г. подчертават необходимостта от подобрени стандарти за безопасност за мотоциклетните състезатели. По това време много мотоциклетни състезания от Голямата награда все още се провеждат на улични писти с опасности като телефонни стълбове и железопътни прелези. Специализираните състезателни писти от онова време също са били опасни за мотоциклетните състезатели поради стоманените мантинели край пистата, предпочитани от автомобилните състезатели. Напрежението по въпросите на безопасността продължава да тлее през 70-те години между състезателите, организаторите на състезанията и FIM, тъй като състезателите показват нарастващото си недоволство от стандартите за безопасност и начина, по който са организирани състезанията, и бойкотират още няколко Гран При състезания.